# Карапетян, Гурген Рубенович
Гурге́н Рубе́нович Карапетя́н (9 декабря 1936, Свердловск, Свердловская область, РСФСР, СССР — 6 декабря 2021, Москва, Россия) — советский и российский лётчик-испытатель, Герой Советского Союза (1991), заслуженный лётчик-испытатель СССР (1986), старший лейтенант.

## Биография

### Ранние годы
Гурген Карапетян родился 9 декабря 1936 года в Свердловске, по национальности армянин. Его отец погиб в 1943 году на Калининском фронте. Поступив в 10 классе в Свердловский аэроклуб и освоив свой первый самолёт По-2, Гурген решил стать военным лётчиком. Его дядя, Гурген Бейбутович Карапетян, главный конструктор ОКБ на Уралмаше, заменивший ему отца, убедил мальчика поступить в Московский авиационный институт (МАИ). В 1961 году окончил МАИ. Одновременно с обучением занимался планёрным и вертолётным спортом в аэроклубе МАИ, в 1960 году стал чемпионом СССР по вертолётному спорту.

### Работа в авиационной промышленности
С 1961 года он работал ведущим инженером в ОКБ имени М. Л. Миля, в 1962 году окончил вертолётное отделение Школы лётчиков-испытателей.
С 1962 по 1993 годы — на лётно-испытательной работе в Московском вертолётном заводе имени М. Л. Миля. С 1974 года Карапетян работал на должности старшего лётчика-испытателя завода. Поднял в небо и провёл испытания вертолётов Ми-26 и Ми-28, испытывал вертолёты Ми-14, Ми-24, Ми-26 и Ми-28 в режиме авторотации (посадки без двигателя), участвовал в испытаниях вертолётов Ми-2, Ми-6, Ми-10, Ми-14 и их модификаций. В период с 1962 по 1982 годы установил десять мировых авиационных рекордов (из них восемь — в качестве второго пилота) скорости и грузоподъёмности на вертолётах Ми-6, Ми-10К, Ми-24 и Ми-26.
В мае 1986 года Карапетян принимал участие в ликвидации последствий аварии на Чернобыльской АЭС, 9 мая ночью ему позвонили домой и сказали, что необходимо лететь в Чернобыль для ликвидации аварии на АЭС. На следующий день Карапетян, как представитель МВЗ Миля, и его коллега Анатолий Грищенко от Лётно-исследовательского института имени М. М. Громова прибыли на помощь гвардейскому вертолётному полку, работающему в районе аварии на Чернобыльской АЭС. На вертолёте Ми-26 им довелось выполнять сложнейшую задачу — используя внешнюю подвеску в течение трёх минут закрыть реактор куполом весом в 15 тонн и таким образом отсечь радиоактивное излучение.
К сожалению, успех операции был омрачён скорым ухудшением здоровья лётчика Анатолия Грищенко. Из-за крайне высокой дозы радиационного облучения у него развился лейкоз. Карапетян оказывал содействие и помощь для спасения товарища, но несмотря на лечение в США и успешную операцию по пересадке костного мозга 3 июля 1990 года Грищенко скончался в клинике города Сиэтла.
8 июня 1989 года лётчик-испытатель Гурген Карапетян и штурман-испытатель Виктор Цыганков впервые демонстрировали Ми-28А на авиасалоне в Ле Бурже под Парижем. Советский боевой вертолёт тогда ожидаемо стал сенсацией авиасалона и всей выставки в целом.
24 января 1991 года указом президента СССР М. Горбачёва за мужество и героизм, проявленные при испытании новой авиационной техники, лётчику-испытателю Гургену Рубеновичу Карапетяну было присвоено звание Героя Советского Союза с вручением ордена Ленина и медали «Золотая Звезда».
6 мая 1993 года Карапетян вместе со штурманом-испытателем Сергеем Серёгиным на боевом вертолёте Ми-28А первыми в России выполнили петли Нестерова, бочки, перевороты и другие фигуры высшего пилотажа.
Долгое время, с 1974 по 1994 год, Карапетян был председателем методического совета лётно-испытательного комплекса завода. На этой должности он проводил большую работу по повышению качества и безопасности полётов на испытаниях, занимался повышением квалификации лётного состава.
В конце 1990-х годов Карапетян участвовал в разработке мер по спасению вертолётного завода имени М. Л. Миля от банкротства и в целом по реформированию авиационной отрасли. За участие в этой работе он был награждён медалью Совета Безопасности Российской Федерации «За заслуги в обеспечении национальной безопасности».
В последние годы Карапетян работал на Московском вертолётном заводе имени М. Л. Миля в должности заместителя генерального директора по стратегическому развитию. Работал в АО «Вертолёты России» в должности начальника службы безопасности полётов, затем — советника генерального директора по безопасности полётов.
Всего за годы работы Карапетян освоил 39 типов вертолётов, планёров и самолётов, а с учётом модификаций — более 100. Провёл в воздухе более 5500 часов, летал на всех типах вертолётов фирмы Миля. Принял участие как соавтор в создании двух изобретений, опубликовал ряд научных статей в отечественных и иностранных журналах.

### Смерть
Гурген Рубенович Карапетян жил в Москве, он умер 6 декабря 2021 года в Москве. Похоронен на Богородском кладбище.

### Семья
- Супруга — Любовь Константиновна Карапетян, выпускница факультета самолётостроения МАИ, увлекается парашютным спортом.
- Сын Артём, дочь Наталья.

## Награды и звания
- Герой Советского Союза (24 января 1991 года, медаль № 11640) — за мужество и героизм, проявленные при испытаниях новой авиационной техники;
- Два ордена Ленина (27 апреля 1977 года, 24 января 1991 года);
- Орден Октябрьской Революции (1982);
- Орден Дружбы Народов (1989);
- орден «Знак Почёта»;
- Медали СССР;
- Медали РФ;
- Заслуженный лётчик-испытатель СССР (1986).

## Интересные факты
- Имя Гургена Карапетяна занесено в Книгу рекордов Гиннесса как лётчика, установившего мировые рекорды скорости и высоты полёта. Ему принадлежат два мировых рекорда: скорости полёта — 368,4 км/ч на вертолёте Ми-24 (1978 год)[11] и высоты полёта с грузом 10 т — 6400 м на вертолёте Ми-26 (1982 год)[12].
- Карапетян был членом Клуба героев города Жуковского[13].
- Гурген Карапетян являлся последним советским лётчиком-испытателем, удостоенным звания Героя Советского Союза.[источник не указан 1309 дней]